# Glycylglycin
Glycylglycin ist das Dipeptid der Aminosäure Glycin und somit das einfachste Peptid.

## Herstellung
Glycylglycin wurde erstmals 1901 von Emil Fischer und Ernest Fourneau durch Kochen von 2,5-Diketopiperazin (synonym: Glycinanhydrid) mit Salzsäure hergestellt. Weiterhin entsteht es auch durch Alkalilaugen und viele weitere Verfahren.

## Eigenschaften
N-Glycylglycin ist ein brennbares, schwer entzündbares, weißes, geruchloses Pulver, das leicht löslich in Wasser ist. Es zersetzt sich bei Erhitzung über 262–264 °C.

## Verwendung
Glycylglycin wird in der Biochemie als Puffer in den pH-Bereichen 2,5–3,8 und 7,5–8,9 verwendet. In wässrigen Lösungen neigt es zur Hydrolyse. Glycylglycin wird als Puffer im Zuge des Zellaufschlusses zur Vermeidung von Einschlusskörperchen bei einer Proteinreinigung eingesetzt. Das Natriumsalz des Glycylglycins wird in Elektrophoresepuffern bei der Kapillarelektrophorese verwendet. Glycylglycin wird als Ausgangsstoff bei der Peptidsynthese eingesetzt.
Glycylglycin wird zudem in der Kosmetik verwendet, um Haaren eine weichere Haptik zu vermitteln.